# Reformovaný kostel La Rencontre
Reformovaný kostel La Rencontre (tj. kostel Setkávání) je kostel francouzské reformované církve v 10. obvodu v Paříži, v ulici Rue des Petits-Hôtels. Kostel je členem Union des Églises évangéliques de France.

## Historie
Farnost vznikla v roce 1962 sloučením kaple Nord a kaple Milton. Současná stavba byla postavena v letech 1964–1965 architektem Philippem Verrey na místě kaple Nord. V roce 1966 společnost Gutschenritter instalovala v kostele varhany.